# 亚马逊剧院
3°07′49″S 60°01′24″W / 3.13028°S 60.02333°W
亚马逊剧院（葡萄牙語：Teatro Amazonas），位于巴西北部亚马逊州首府马瑙斯市，是马瑙斯的标志性建筑。这里是举行一年一度的亚马逊歌剧节的地點，亚马孙管弦乐团在此定期排练，并作为亚马逊剧院合唱团，音乐会和其他演出的地方。

## 历史

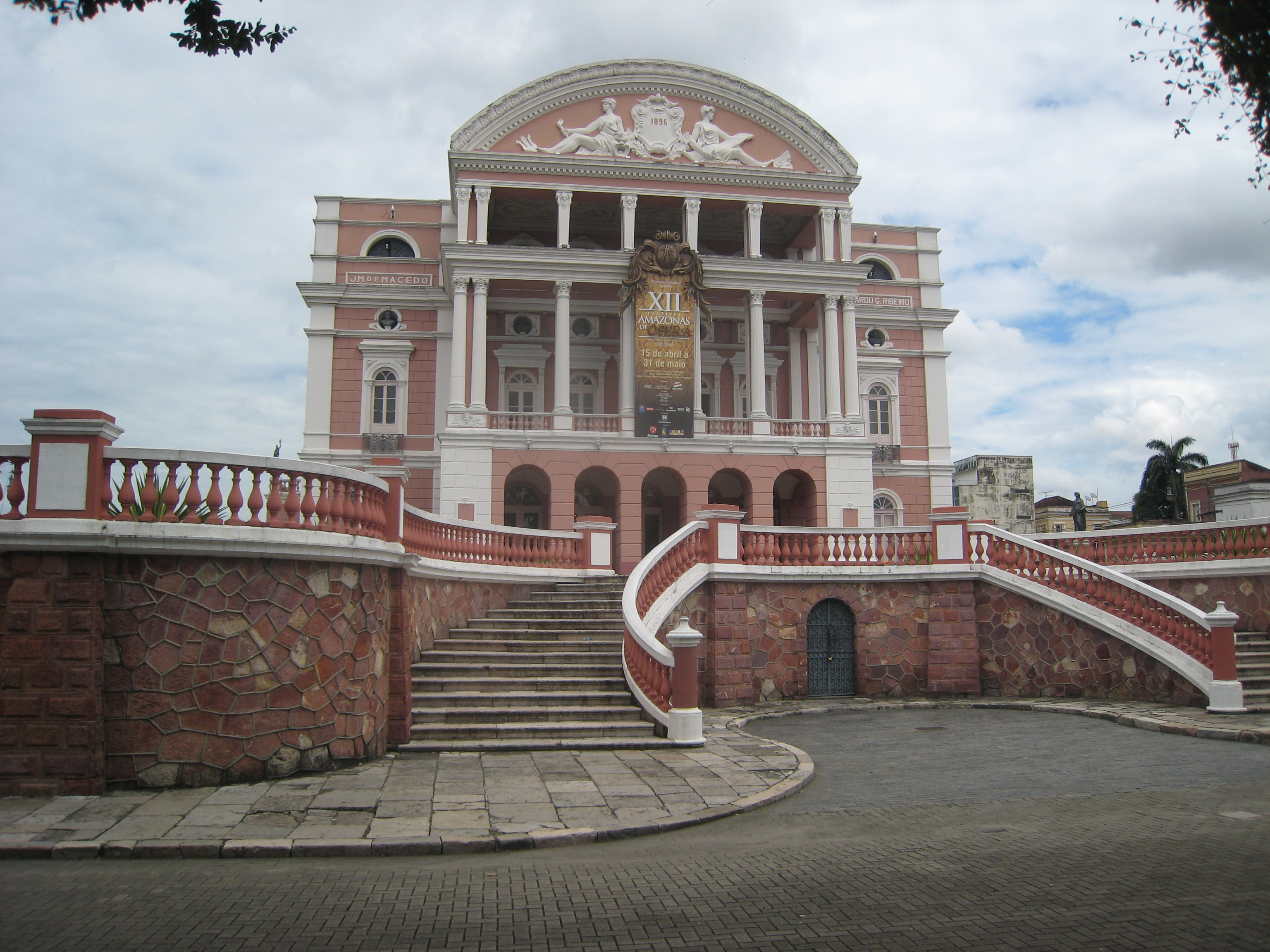
亚马逊剧院

亚马逊剧院是在採膠業繁荣的美好年代期间建成的。亚马逊剧院的建设構想最早是在1881年由當地的眾議員安东尼奥·約瑟·费尔南德斯提出，他想在亚马逊雨林的中心地帶设立一座“宝石宮”。
1882年，州议会為修建劇院批准了一些资金，但被认为是遠遠不够。之後，省長約瑟·巴拉那瓜批准了更多的预算，並公開招募具體的設計方案。最終，該项目由來自里斯本的“葡萄牙工程與建築設計院”（葡萄牙語：拔得頭籌。1884年，依照意大利建筑师切勒斯提爾·薩卡爾丁（義大利語：Celestial Sacardim）设计的方案開始動工修建。建設工作共耗時15年，並在1885年至1892年之間中断并重启了多次。
1895年，砌筑工作和外部裝飾已基本完成，因此室內的装饰和照明設備的安装可以更快地進行。该剧院最終落成于1896年12月31日，並在1897年1月7日第一次演出劇目，上演的是喬康達。

## 建筑风格
该剧院的建筑风格被认为是典型的文艺复兴时期建筑。在屋顶上的瓦片来自阿尔萨斯，鋼製牆體來自苏格兰的格拉斯哥，而卡拉拉大理石的楼梯和雕像則進口自意大利。圆顶覆盖着涂着巴西国旗颜色的36000块装饰瓷砖。室内裝飾风格則是法国的“路易十五風格”。意大利画家多梅尼科·德·安吉利斯的繪畫被用於装饰观众室和礼堂的天花板。该剧院的198盏吊灯都是从意大利进口的，其中有32盞來自穆拉諾島。